# هربرت جونز
هربرت جونز (بالإنجليزية: Herbert Ladd Jones)‏ (و. 1858 – 1921 م) هو سياسي، من كندا، ولد في ويماغوتشي، توفي عن عمر يناهز 63 عاماً.

## مناصب
تولى منصب عضو مجلس العموم الكندي.